# Élections générales honduriennes de 2021
Les élections générales honduriennes de 2021 ont lieu le 28 novembre 2021 afin d'élire le président de la République et les membres du Congrès national du Honduras, ainsi que les députés honduriens du Parlement centraméricain. Des élections municipales sont organisées simultanément.
Le président sortant Juan Orlando Hernández n'est pas candidat à sa réélection.
Les résultats préliminaires portant sur un peu plus de la moitié des bulletins donnent vainqueure la candidate de l'opposition Xiomara Castro sur le dauphin d'Hernández, Nasry Asfura. Ce dernier reconnaît sa défaite et félicite sa principale opposante le 30 novembre, en fin de journée.
La victoire de Castro marque la fin des douze années de gouvernement du Parti national du Honduras (PNH), au pouvoir depuis le coup d'État de 2009 organisé à l'encontre du président Manuel Zelaya, époux de Castro.
Le scrutin est qualifié d'historique à plusieurs points de vue. Hormis les périodes de dictatures militaires, c'est la première fois depuis 1894 qu'un parti autre que le Parti national et le Parti libéral du Honduras (PLH) l'emporte. La candidate du Parti Liberté et refondation (Libre) devient également la première femme à accéder à la présidence du Honduras, au cours d'un scrutin à la participation record. 

## Contexte

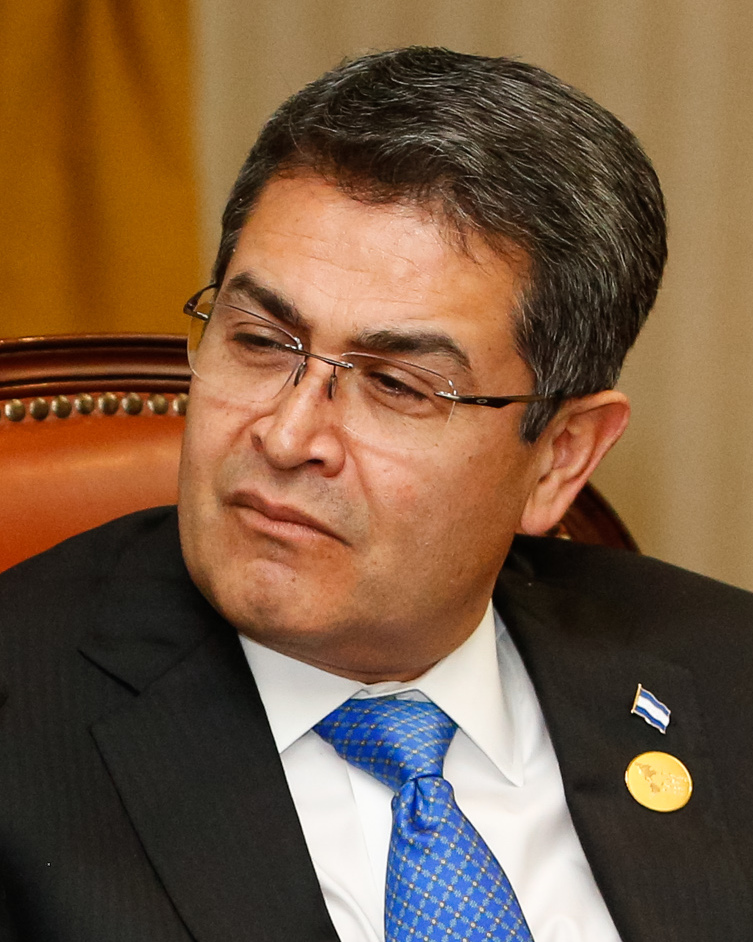
Le président sortant, Juan Orlando Hernández.

Le 28 juin 2009, le président Manuel Zelaya est victime du coup d'État de 2009 au Honduras. Arrêté et expulsé du pays par l'armée, il est remplacé dans ses fonctions par Roberto Micheletti, qu'une grande partie de la communauté internationale refuse alors de reconnaître. Le coup d’État aurait été commandité par l'élite économique hondurienne et les multinationales établies au Honduras comme la United Fruit Company, inquiètes du rapprochement effectué par le gouvernement avec l'ALBA (soutenue notamment par le Venezuela et Cuba) au détriment de la Banque mondiale, et de l'éventualité que ce changement comporterait une réorientation alternative au néolibéralisme de l’économie. Des élections générales sont organisées fin 2009 par le gouvernement putschiste. En dépit du boycott de l'opposition, l'élection du candidat Porfirio Lobo est assez rapidement entérinée par la communauté internationale.
Juan Orlando Hernández est élu pour la première fois en 2013 après avoir battu Xiomara Castro puis réélu de manière controversée en 2017, à la suite d'une modification constitutionnelle ayant levé l'interdiction qui était faite à un président de se représenter. Des manifestations de grande ampleur contre Hernández ont lieu après les élections de 2017 suivies par d'autres au cours de l'année 2019. Début 2021, Hernández annonce ne pas se représenter pour un troisième mandat. Au pouvoir depuis 2009, le Parti national exerce un contrôle total sur les institutions du pays, tant sur la police que sur l’enseignement ou la justice.
La justice américaine accuse Juan Orlando Hernández, en janvier 2021, d’être lié au narcotrafic. Le président hondurien aurait accepté des pots-de-vin de narcotrafiquants, protégeant en échange leurs activités. Son frère, le député Tony Hernández, et le vice-président Ricardo Antonio Álvarez Arias sont également mis en cause. Le Parlement a dissout en 2020 une commission anticorruption soutenue par l’Organisation des États américains (OEA) et adopté un nouveau code pénal prévoyant de plus faibles peines pour corruption ou trafic de drogue. Beaucoup de parlementaires étaient visés par des enquêtes de cette commission.
Depuis 2018, le pays connait une crise migratoire avec la formation de caravanes de migrants allant vers les États-Unis. En octobre 2018, les États-Unis annoncent réduire l'aide économique accordée au Honduras, lui reprochant de ne pas suffisamment agir contre l'émigration. Face aux très forts taux de pauvreté et de criminalité, quelque 60% des Honduriens souhaiteraient quitter le pays.

## Système électoral

### Président
Le président du Honduras est élu au scrutin uninominal majoritaire à un tour pour un mandat de quatre ans. Le candidat ayant reçu le plus de voix en un seul tour de scrutin est déclaré vainqueur. Chaque candidat à la présidence se présente avec trois colistiers, candidats aux 1re, 2e et 3e vice-présidences. La passation de pouvoir a lieu le 27 janvier de l'année suivant l'élection,.
Bien que la Constitution prévoit qu'un président ne puisse solliciter plus d'un mandat, une décision de la Cour suprême de justice vient invalider cet article en 2015, supprimant ainsi toute limite du nombre de mandats.

### Congrès
Le Congrès national du Honduras est un parlement unicaméral composé de 128 sièges pourvus pour quatre ans au scrutin proportionnel plurinominal avec liste ouverte dans 18 circonscriptions de un à 23 sièges correspondants aux 18 départements du Honduras, le nombre de sièges par circonscription variant en fonction de leur population. La répartition des sièges après décompte des suffrages se fait selon le quotient de Hare et au plus fort reste. Le droit de vote s'acquiert à 21 ans. Il est obligatoire, mais en pratique aucune sanction n'est faite aux abstentionnistes,.

## Campagne
Les primaires des trois principaux partis, le Parti national, le Parti Liberté et Refondation et le Parti libéral, ont lieu le 14 mars 2021 afin d'en désigner les candidats à la présidence.
La campagne est émaillée de violence. Depuis septembre 2020, l'ONU recense 63 cas de violences politique, 29 assassinats, 14 attaques 12 agressions et un enlèvement en lien avec les élections.
Le parti au pouvoir mène des campagnes de désinformation sur les réseaux sociaux. Des milliers de comptes Twitter et Facebook générés automatiquement, dont beaucoup se présentent comme des sympathisants de la candidate d'opposition Xiomara Castro, diffusent de fausses informations attribuant notamment à celle-ci un pacte avec Yani Rosenthal, condamné pour corruption, et incitent à ne pas aller voter.

### Candidats à la présidence

#### Nasry Asfura
Maire de la capitale du Honduras, Tegucigalpa, Nasry Asfura est le candidat du Parti national au pouvoir sous la présidence de Juan Orlando Hernández.
Il dénonce la proposition de Xiomara Castro de légaliser l’avortement, estimant que « la création de Dieu n'est pas discutable, la vie des innocents n'est pas discutable. Dans chaque réunion où je vais, je vois une mère qui allaite un enfant, c'est la création de la vie et cela ne se discute pas, c'est la création de Dieu ». La candidate vice-présidentielle du parti est Mireya Agüero.

#### Xiomara Castro
Xiomara Castro est la cofondatrice du parti de gauche Liberté et Refondation avec son mari Manuel Zelaya, ancien président ayant été destitué lors du coup d'État de 2009. Candidate lors des élections générales de 2013, elle finit deuxième .
Elle propose notamment l'organisation d'un référendum sur l’adoption d'une nouvelle constitution, l’établissement de relations diplomatiques avec la Chine et la création d'une commission anti-corruption soutenue par les Nations unies sur le modèle de la Commission internationale contre l'impunité au Guatemala (CICIG). Sur les questions économiques, elle s'est opposée aux ZEDES, des zones de libre-échange semi-autonomes promue par Juan Orlando Hernández, et défend des programmes sociaux pour lutter contre la pauvreté, tout en essayant pendant la campagne d’entretenir de bons rapports avec le secteur privé. 
Sur le plan sociétal, la candidate défend la légalisation de l'avortement et du mariage homosexuel, ce qui lui vaut de vives critiques de la part du parti au pouvoir, à l'opposé de ces positions. Elle est accusée pendant la campagne d’être communiste, d’être une marionnette de son époux et d’être liée à Cuba et au Venezuela. Après avoir annoncé qu'il retirait sa candidature, le centriste Salvador Nasralla soutient le parti Libre et négocie la place de colistier pour la vice-présidence.  

#### Yani Rosenthal
Homme d'affaires membre de longue date du Parti libéral situé au centre-droit de l'échiquier politique, Yani Rosenthal est condamné à trois ans d'emprisonnement aux États-Unis pour son rôle dans une affaire de blanchiment d'argent liée aux stupéfiants. Il est libéré en 2020 juste à temps pour se présenter et entamer sa campagne présidentielle. Sa candidate à la vice-présidence est la membre du parti libéral, Yadira Bendaña.

### Candidats ayant renoncé

#### Salvador Nasralla

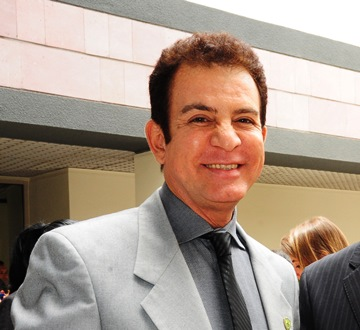
Ancien candidat du Parti sauveur, Salvador Nasralla.

Déjà candidat aux élections présidentielles de 2013 et de 2017, Salvador Nasralla se présente à nouveau en tant que candidat d'une coalition réunissant le Parti Liberté et refondation et le Parti Innovation et Unité. En 2017, la présidence lui avait échappé de quelques dizaines de milliers de voix. Quatre ans plus tard, il se présente comme candidat du Parti sauveur.
Distancé dans les sondages, Salvador Nasralla renonce à sa candidature en octobre 2021 et se joint à la campagne de Xiomara Castro,.

## Intentions de vote
Le tableau suivant présente l'évolution des intentions de vote en fonction des informations obtenues via les firmes de sondage. À partir de plusieurs mois avant la date des élections, la candidate du parti Libre, Xiomara Castro semble être en avance, et ce, nonobstant la firme de sondage impliquée. Cette tendance se consolide après le retrait de Salvador Nasralla dans la course.
| TResearch                                                        | 22-25 nov.       | 1 000 | 28,2 | 42,9 | N/A  | 4,0  | 2,9 | 22,1 | N/A  |
| Tecnimerk                                                        | 24-28 oct.       | N/A   | 25,5 | 38,8 | N/A  | 8,4  | N/A | 27,3 | N/A  |
| Paradigma                                                        | 14-26 oct.       | 3 463 | 27,7 | 25,7 | N/A  | 6,6  | 2,0 | 23,4 | 14,6 |
| CESPAD                                                           | 14-20 oct.       | 1 726 | 21,0 | 38,0 | N/A  | 3,0  | 5,0 | 21,0 | 9,0  |
| Salvador Nasralla retire sa candidature et appuie Xiomara Castro |                  |       |      |      |      |      |     |      |      |
| Tecnimerk                                                        | 1-4 oct.         | N/A   | 23,4 | 31,6 | 13,0 | 7,6  | N/A | N/A  | N/A  |
| Paradigma                                                        | 14-28 sept.      | 3 355 | 22,7 | 18,7 | 10,1 | 5,5  | 2,7 | 13,8 | 26,5 |
| TecniMerk                                                        | 2-9 sept.        | N/A   | 22,0 | 31,0 | 15,4 | 6,5  | 0,3 | 25,0 | N/A  |
| TResearch                                                        | 8-9 sept.        | 1 000 | 30,9 | 31,8 | 15,8 | 9,3  | 2,2 | 9,9  | N/A  |
| CID Gallup                                                       | 1-7 sept.        | 1 288 | 21   | 18   | 18   | 13   | 2   | 28   |      |
| Paradigma                                                        | 11-26 août       | 4 446 | 15,0 | 13,8 | 7,5  | 4,8  | 0,6 | 27,6 | 30,7 |
| Voto 2021 HN                                                     | Août             | 3 800 | 13   | 18   | 45   | 5    | 1,5 | 6,5  | 11,0 |
| Paradigma                                                        | 28 juin-13 juil. | 3 003 | 12,4 | 12,9 | 7,1  | 6,1  | 1,3 | 26,6 | 33,6 |
| TecniMerk                                                        | 1-5 juil.        | N/A   | 22,7 | 27,4 | 13,2 | 8,5  | N/A | 28,2 | N/A  |
| CESPAD                                                           | 13 avr.-7 mai    | 1 888 | 14,9 | 11,7 | 7,9  | 6,6  | 7,6 | 51,1 | N/A  |
| Élections primaires réalisées le 14 mars 2021                    |                  |       |      |      |      |      |     |      |      |
| C&E Research                                                     | 2 mars           | 600   | 14,2 | 13,8 | 15,5 | 14,1 | N/A | 14,4 | 28,0 |

Le graphique qui aurait dû être présenté ici ne peut pas être affiché car il utilise l'ancienne extension Graph, désactivée pour des questions de sécurité. Des indications pour créer un nouveau graphique avec la nouvelle extension Chart sont disponibles ici.

## Résultats

### Présidentielle
| Candidat et 1er colistier | Candidat et 1er colistier                 | Parti                    | Voix      | %     |
| ------------------------- | ----------------------------------------- | ------------------------ | --------- | ----- |
|                           | Xiomara Castro Salvador Nasralla          | Libre                    | 1 716 793 | 51,12 |
|                           | Nasry Asfura Mireya Agüero                | PNH                      | 1 240 260 | 36,93 |
|                           | Yani Rosenthal Yadira Bendaña             | PLH                      | 335 762   | 10,00 |
|                           | Milton Benítez Lilian Funez               | Ind.                     | 8 857     | 0,26  |
|                           | Carlos Mauricio Portillo Wendy Aguilera   | DC                       | 7 103     | 0,21  |
|                           | Romeo Vásquez Velásquez Martha Hernandez  | APH                      | 6 556     | 0,20  |
|                           | Kelin Pérez Gómez David Martinez          | FA                       | 6 053     | 0,18  |
|                           | Esdras Amado López Patricia Hernández     | NR                       | 5 911     | 0,18  |
|                           | Alexander Mira Marilyn Carranza           | UNOH                     | 5 711     | 0,17  |
|                           | Marlon Escoto Gladys González             | TSH                      | 5 382     | 0,16  |
|                           | Alfonso Díaz Narváez Daniela Hurst Spears | UD                       | 5 081     | 0,15  |
|                           | Autres candidats                          | Autres candidats         | 14 584    | 0,43  |
|                           |                                           |                          |           |       |
| Votes valides             | Votes valides                             | Votes valides            | 3 358 053 | 93,79 |
| Votes invalides           | Votes invalides                           | Votes invalides          | 142 495   | 3,98  |
| Votes blancs              | Votes blancs                              | Votes blancs             | 79 979    | 2,23  |
| Total                     | Total                                     | Total                    | 3 580 527 | 100   |
| Abstention                | Abstention                                | Abstention               | 1 601 898 | 31,42 |
| Inscrits / participation  | Inscrits / participation                  | Inscrits / participation | 5 182 425 | 68,58 |

### Législatives
|                          |                                        |            |       |        |               |  |  |  |  |  |  |  |  |  |
| Partis                   | Partis                                 | Voix       | %     | Sièges | +/-           |  |  |  |  |  |  |  |  |  |
|                          | Liberté et Refondation (Libre)         | 12 758 098 | 39,58 | 50     | 20            |  |  |  |  |  |  |  |  |  |
|                          | Parti national (PNH)                   | 9 573 029  | 29,70 | 43     | 18            |  |  |  |  |  |  |  |  |  |
|                          | Parti libéral (PLH)                    | 3 531 887  | 10,96 | 23     | 3             |  |  |  |  |  |  |  |  |  |
|                          | Parti sauveur (PSH)                    | 4 035 970  | 12,52 | 10     | 10            |  |  |  |  |  |  |  |  |  |
|                          | Parti démocrate-chrétien (DC)          | 303 358    | 0,95  | 1      | en stagnation |  |  |  |  |  |  |  |  |  |
|                          | Parti anti-corruption (PAC)            | 260 093    | 0,81  | 1      | en stagnation |  |  |  |  |  |  |  |  |  |
|                          | Parti Innovation et Unité (PINU)       | 335 227    | 1,04  | 0      | 4             |  |  |  |  |  |  |  |  |  |
|                          | Alliance patriotique hondurienne (APH) |            |       | 0      | 4             |  |  |  |  |  |  |  |  |  |
|                          | Unification démocratique (UD)          |            |       | 0      | 1             |  |  |  |  |  |  |  |  |  |
|                          | Front large (FA)                       |            |       | 0      | en stagnation |  |  |  |  |  |  |  |  |  |
|                          | Autres partis                          |            |       | 0      | en stagnation |  |  |  |  |  |  |  |  |  |
| Total des voix           | Total des voix                         | 32 236 890 | 100   |        |               |  |  |  |  |  |  |  |  |  |
|                          |                                        |            |       |        |               |  |  |  |  |  |  |  |  |  |
| Votes valides            |                                        |            |       |        |               |  |  |  |  |  |  |  |  |  |
| Votes invalides          | Votes invalides                        | 129 255    |       |        |               |  |  |  |  |  |  |  |  |  |
| Votes blancs             | Votes blancs                           | 392 188    |       |        |               |  |  |  |  |  |  |  |  |  |
| Total                    | Total                                  |            | 100   | 128    | en stagnation |  |  |  |  |  |  |  |  |  |
| Abstentions              |                                        |            |       |        |               |  |  |  |  |  |  |  |  |  |
| Inscrits / participation | Inscrits / participation               | 5 182 425  |       |        |               |  |  |  |  |  |  |  |  |  |

## Déroulement

Candidat arrivé en tête par département.

Candidat arrivé en tête par municipalité.

Sièges par parti par circonscription

Le scrutin est marqué par une forte hausse de la participation, celle ci atteignant plus de 63 %, un taux jugé « historique » par la commission électorale.
Au lendemain du scrutin, les résultats préliminaires donnent la candidate du Parti Liberté et Refondation (Libre), Xiomara Castro, largement en tête avec plus de 53 % des voix, contre 33 % au candidat du Parti national du Honduras (PNH), Nasry Asfura. Les résultats, encore partiels, font l'objet d'appels au calme en attendant ceux définitifs, la possibilité d'une fraude électorale étant très redoutée après la présidentielle controversée de 2017, tandis que les deux principaux candidats se déclarent tous deux vainqueur,.
À 6 h 55 HNC, le 29 novembre 2021, l'actualisation des résultats est stoppée à 51,45 % des bulletins dépouillés, et ce pendant plusieurs heures, occasionnant une forte appréhension parmi la population qui craint alors de voir se répéter un scénario similaire aux évènements ayant suivi les élections générales de 2017. La divulgation des résultats recommence au compte-gouttes le matin du 30 novembre 2021, plus de 24 heures après son interruption. Au cours de la journée, le candidat du Parti national, Nasry Asfura reconnaît finalement sa défaite et félicite Xiomara Castro.

## Analyses
Xiomara Castro remporte une large victoire en réunissant plus de la majorité absolue des suffrages exprimés dans le contexte d'une forte participation de la population. La candidate de gauche aurait notamment bénéficié des retraits en sa faveur des candidatures de plusieurs autres candidats, ainsi que d'un vote de rejet à l'égard du pouvoir en place. Raul Pineda, ancien député du Parti national, estime ainsi peu avant le scrutin que « les gens ne voteront pas pour Xiomara, mais contre [le président sortant] Juan Orlando Hernández et ce qu'il représente ». Grevé par le mauvais bilan économique  de son prédécesseur, accusé d'avoir instauré un « régime d'hyper corruption », Nasry Asfura fait ainsi l'objet d'un vote sanction à l'égard du gouvernement sortant.
La question de la corruption, alors au centre des préoccupations des électeurs, aurait notamment provoqué une « lassitude nationale » touchant la population au-delà des appartenances politiques, dont Castro aurait bénéficié.